# War of Ages (альбом)
«War of Ages» — четвертий студійний альбом австрійського симфо-павер-метал гурту Serenity. Реліз відбувся 22 березня 2013 року.

## Список композицій
| #   | Назва                    | Тривалість |
| --- | ------------------------ | ---------- |
| 1.  | «Wings of Madness»       | 6:01       |
| 2.  | «The Art of War»         | 5:15       |
| 3.  | «Shining Oasis»          | 5:15       |
| 4.  | «For Freedom's Sake»     | 4:42       |
| 5.  | «Age of Glory»           | 6:50       |
| 6.  | «The Matricide»          | 5:03       |
| 7.  | «Symphony for the Quiet» | 5:06       |
| 8.  | «Tannenberg»             | 5:59       |
| 9.  | «Legacy of Tudors»       | 5:09       |
| 10. | «Royal Pain»             | 4:51       |

| Азійські/Японські релізи | Азійські/Японські релізи              | Азійські/Японські релізи |
| #                        | Назва                                 | Тривалість               |
| ------------------------ | ------------------------------------- | ------------------------ |
| 11.                      | «Fairytales (piano version)»          | 4:29                     |
| 12.                      | «Love of My Life (кавер пісні Queen)» | 3:50                     |

## Учасники запису
- Георг Нойхаусер — чоловічий вокал та задні вокали
- Клемонтін Дельоне — жіночий вокал та задні вокали
- Томас Бакбергер — електро- та ритм-гітара, задній вокал
- Фабіо Д'Аморе — бас-гітара, задній вокал
- Андреас Шифлінгер — ударні, задній вокал